# Morpho hercules
Espèce
Synonymes
- Morpho penelope Weber, 1963[1]
- Papilio hercules Dalman, 1823

Morpho hercules est une espèce d'insectes lépidoptères (papillons) de la famille des nymphalidés, sous-famille des Morphinae, à la tribu des Morphini et au genre Morpho.

## Systématique
L'espèce Morpho hercules a été décrite par Johan Wilhelm Dalman en 1823 sous le protonyme de Papilio hercules.

## Nom vernaculaire
Morpho hercules se nomme Hercules Morpho en anglais.

## Liste des sous-espèces et formes
- Morpho hercules diadema Fruhstorfer, 1905 ;
- Morpho hercules itatiaya Weber, 1944 ;
- Morpho hercules viridus Weber, 1944 ;
- Morpho hercules f. irideus Zikán, 1935 ;
- Morpho hercules f. violina Rousseau-Decelle, 1935 ;
- Morpho hercules virida f. subtusdealbata Le Moult & Réal, 1962[1].

## Description
Morpho hercules est un très grand papillon, d'une envergure de plus de 120 mm au bord externe des ailes antérieures concave avec un dimorphisme sexuel. Le dessus des ailes du mâle est de couleur bleu clair métallisé avec au bord externe une large bordure grise ornée d'une ligne de points blancs. Le dessus des ailes de la femelle est marron doré foncé du bord externe à l'aire discale, avec la ligne submarginale de points blancs bien visible, puis vert doré jusqu'à l'abdomen.

## Biologie

### Plantes hôtes
Les plantes hôtes de sa chenille sont des Musaceae et des Menispermaceae.

## Écologie et distribution
Morpho hercules est présent au Brésil et au Paraguay.

### Protection
Pas de statut de protection particulier

### Liens taxonomiques
- (en) Tree of Life Web Project : Morpho hercules